# 石田浩通
石田 浩通（いしだ ひろみち、1951年（昭和26年）9月6日 - ）は、日本の実業家である。東海銀行（現：三菱UFJ銀行）へ入行後、支店長を経て中部国際空港子会社の取締役となる。中部国際空港エネルギー供給・常務取締役となった後、同社顧問とディアライフの監査役を務める。岡山県高梁市出身。

## 経歴

### 生い立ち
1951年（昭和26年）岡山県高梁市玉川町の石田家に出生する。その後、地元の岡山県立高梁高等学校へ進学する。同期には、日本環境認証機構社長になる蛭田道夫、東北芸術工科大学名誉教授になる石井博康がいる。1970年（昭和45年）同校を卒業し、京都大学へ進学、1974年（昭和49年）3月、同大学を卒業する。

### 東海銀行でのキャリア
大学卒業後、同年4月に東海銀行へ入行する。その後、海外赴任を経て、1996年（平成8年）5月24日、44歳で同社の愛知県名古屋市にある城北支店長となり、海外赴任で培った国際知識を、積極的に周囲へ情報提供していた。しかし、当時、城北支店の営業エリアには海外に法人がある所はなく、経営面では活用できずにいた。その代わりに取引先の人が海外旅行をする時は、現地の知人に連絡して、安心して旅行ができるように依頼をしていた。石田のこうした地道な顧客とのコミュニケーションがきっかけとなり、取引先と良好な関係を築くことができた。
城北支店長時代には、他にも、1996年度下期、1997年度上期と2期連続で業績が優秀な支店に贈られる同社の「金賞」を獲得している。城北支店には、行員が26人いたが、スピーディーな情報処理で法人融資を伸ばし、1997年1-12月期の貸出増加率は10％以上と好調であった。加えて、石田は安定的な業績確保へ推進体制の定着化をめざしている。同支店の立地は、名古屋市北区の黒川の北に位置し、住宅街のほかに自動車部品関係の企業が多い。エリア内人口は当時、4万人程度であった。
石田は、融資の迅速な対応策として朝・夕礼の運営方法を改めている。毎日の朝礼では、得意先係が取引状況を記録した各社別（約300社程度）の検討表に基づき、その日の訪問先と交渉内容を発表し、支店長と副支店長がアドバイスをする。「当行に求めているニーズと取引の潜在ニーズを引き出すという行動の基本を確認し、緊張感を持って訪問してもらうことが狙い」と述べていた。4人の得意先係が帰店後の16時から約1時間、支店長、副支店長、渉外役席を交えて夕礼を行っている。
各人が活動状況を報告し、1件ごとの案件についてその場で方針を出す。急を要する案件は即座に電話で回答したり、稟議案件は本部に電話を行い反応を確かめることも行っていた。報告された案件は、夕礼ノートに記録し、未取り組み案件は案件管理表で進捗状況をチェックしている。この他、個人預金やローンでは渉外主任を中心に増強運動を展開し、待ち時間の短縮化やサークル活動による窓口応対の改善なども、連続受賞の要因と日本金融通信社は分析していた。

### 実業家として
1998年（平成10年）2月25日には、豊橋駅前支店長となり、1999年（平成11年）10月6日、石田は48歳で投資銀行企画部参事役へ就任する。そして、一か月も経たない同年10月29日に、東アジア母店長・香港支店長となる。この後、東海銀行が他銀と合併し、三菱UFJ銀行となり、名古屋企業調査役を経験した後、2002年（平成14年）3月1日豊橋支店長となる。2005年に中部国際空港セントレアが開港するが、それに先立つ2003年（平成15年）4月、51歳で中部国際空港旅客サービス取締役へ就任する。
その後、これまでの石田の業績が認められて、2009年（平成21年）7月、57歳で中部国際空港エネルギー供給の常務取締役へ就任する。常務職を7年間務めた後、2016年（平成28年）6月から同社顧問へ就任。その後、2017年（平成29年）12月には、新たに上場企業であるディアライフの補欠監査役となり、同社ではその理由として、石田は大手金融機関における重要な役職や公共インフラ企業での取締役として、豊富な専門的知識・経験等があることを挙げている。2018年（平成30年）12月には、常勤監査役へ就任し、2024年（令和6年）現在も同職を務めている。